# エドワード・シアガ

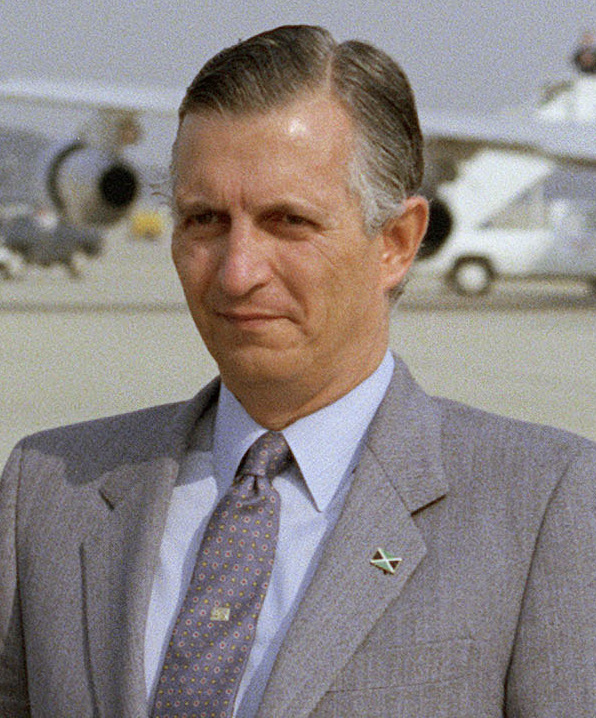
エドワード・シアガ（1983年撮影）

エドワード・フィリップ・ジョージ・シアガ (Edward Philip George Seaga, 1930年5月28日- 2019年5月28日) は、ジャマイカの政治家。同国首相（第5代、在任:1980年 - 1989年）、ジャマイカ労働党 (JLP) 党首（在任:1974年 - 2005年）、イギリス枢密院議員などを歴任した。

## 来歴

### 出生から青年期
1930年5月28日、シアガはレバノン系ジャマイカ人の母アーナとスコットランド系ジャマイカ人の父フィリップ・ジョージのもと、アメリカ合衆国マサチューセッツ州ボストンに生まれた。シアガの両親は生後3ヶ月のときジャマイカに戻り、同年12月5日にキングストンの聖公会教会堂でシアガを受洗させた。
若き日のシアガはキングストンとセント・ジェームズ教区の小学校に通い、キングストンのウォルマー高校に進学した。その後ハーバード大学に入学し、1952年に卒業した。
1958年、レコーディングスタジオ、レコードレーベルであるWIRL (West Indies Recording Limited) をキングストンに設立し、プロデューサーとしてメントやスカなどのジャマイカ音楽を欧米に紹介した。同レーベルから1959年に発表されたヒッグス&ウィルソンのR&B楽曲"Manny Oh"はジャマイカ音楽産業における最初のヒット曲となった。1968年、政界での活動が多忙になったなどの事情により、シアガはWIRLをバイロン・リーに売却、リーは後にWIRLをジャマイカの2大レコード配給会社の一つであるダイナミック・サウンズへと成長させた。

### 政界入り
1959年、独立準備議会上院の立法会議のメンバーとして政界入りし、「持てる者と持たざる者」をテーマにしたスピーチで評価を得た。1962年にジャマイカが独立しアレクサンダー・バスタマンテ政権が樹立すると保健・開発大臣に就任。また、1967年に樹立したヒュー・シアラー政権では財務大臣として活躍し、1974年にはJLPの党首に就任した。
政界入りした当初シアガは革新派と目されていたが、JLP党首就任以降はより保守的な立場を取り、マイケル・マンリー率いる民主社会主義政党人民国家党 (PNP) に対抗した。さらに、シアガは自らの選挙区であるトレンチタウン地区にも程近いキングストン市チボリガーデン地区のギャング「シャワーパシ」を支援したため、1970年代のジャマイカでは両党の支持者の間で内戦に近いテロの応酬が激化した。特に1978年前半から、1980年10月30日の総選挙まで続いた選挙戦は889人の死者が出る苛烈なものとなった。

### 首相時代
シアガとJLPはこの総選挙において、ボーキサイトへの関税撤廃やジャマイカへのアメリカ軍駐留を認めるなどの極端な反キューバ・親米政策への批判があったにも拘らず、57パーセントの得票を集め、ジャマイカ代議院60議席中51議席を獲得する圧倒的勝利を得た。
翌1981年初頭、シアガは新たにアメリカ合衆国大統領に就任したロナルド・レーガンと会談した最初の外国首脳の一人となった。
アメリカの後ろ盾を得たシアガはバルバドス首相トム・アダムスと共に、カリブ海地域における主導的立場を得ることに成功。キューバに亡命したジャマイカ人犯罪者に対しキューバ政府が政治亡命者として保護を与えた時、シアガはこれを非難したが、一方でキューバとの国交断絶を1年遅延させ解決に当たった。
1983年10月、グレナダにおいて軍事クーデターが起こった際、シアガはアメリカ軍を中心としたグレナダ侵攻を支持しジャマイカ軍を派兵した。また同年12月、グレナダ侵攻の背後で総選挙が行われたが野党PNPはこれをボイコットした。
そのためJLPは代議院の全議席を独占することとなったが、憲法において議会は反対勢力を置くことが義務付けられていたため、シアガは8人の野党議員を元老院議員に任命した。
しかし、シアガは公約であったボーキサイトの関税撤廃を早期に実行できなかったことからアメリカの支持を失い、国内での支持率も急落した。
アメリカのメディアはシアガをバッシングし、外国人投資家はジャマイカから離れた。1987年と1988年には暴動が起こり、マイケル・マンリーの人気が高まった。また、1988年に島を襲ったハリケーン・ギルバートの被害への政府の無策がさらなる不満を呼び、翌1989年に行われた総選挙においてシアガのJLPは敗北を喫することとなった。

### 総選挙敗北から政界引退
総選挙敗北後も2005年1月までシアガはJLPの党首であり続け、何度か首相返り咲きを計ったが、その後3度の総選挙においていずれもマンリーの後継者であるP・J・パターソンの前に返り討ちにあった。
1993年の総選挙における大敗と、1997年の総選挙におけるわずかな改善の後、2002年に行われた総選挙では勝利に肉薄したが、既に高齢であったこともあり、2005年、74歳のとき党代表の座をブルース・ゴールディングに譲り、西インド諸島大学モナ校のシニア・リサーチ・フェローに就任した。
2019年5月28日、89歳で死去。

## 私生活
1965年から1996年の間、シアガは1964年のミス・ジャマイカであるマリー・"ミスティ"・コンスタンティンと結婚していた。夫婦はアナベラ、アンドルー、クリストファーの3人の子供を育て上げたが、意見の食い違いを理由に熟年離婚した。しかし、翌1997年には彼より30歳も若いカーラ・ヴァンドリエスと結婚し、2002年、彼が74歳のときには娘ガブリエラを得た。